# 장신 (스키 선수)
장신(중국어 간체자: 张鑫, 정체자: 張鑫, 병음: Zhāng Xīn, 한자음: 장흠, 1985년 8월 4일~)은 중화인민공화국의 은퇴한 프리스타일 스키 선수로 주 종목은 에어리얼이다. 평창에서 열린 2018년 동계 올림픽 에어리얼 부문에서 은메달을 획득하였다.